# Marcelo Trobbiani
Marcelo Antonio Trobbiani Ughetto (* 7. únor 1955, Casilda, Santa Fe, Argentina) byl argentinský fotbalista. Nastupoval většinou na postu záložníka.
S argentinskou reprezentací vyhrál mistrovství světa v Mexiku roku 1986.. V národním mužstvu odehrál 27 utkání, v nichž vstřelil 1 branku.
Za svůj život nasbíral šest mistrovských titulů ve třech zemích, čtyřikrát se stal mistrem Argentiny, dvakrát s Boca Juniors (1976, 1981), dvakrát s Estudiantes de La Plata (1982, 1983), má též titul chilský s Cobreloa Calama (1988) a ekvádorský s klubem Barcelona Guayaquil.
Po skončení hráčské kariéry se stal fotbalovým trenérem.